# British thermal unit pe oră
British thermal unit pe oră, prescurtat BTU pe oră sau BTU/h este o unitate de măsură pentru putere, egală o putere care transferă un BTU de căldură în fiecare oră.
BTU/h nu face parte din Sistemul Internațional. Echivalentul SI este
1 BTU/h=1055 J/3600 s=0,293 W